# Расселение татар в России
Тата́ры — тюркский народ, проживающий во всех регионах Российской Федерации. Численность татар в России составляет 4713,6 тыс. чел. (2020). Являются вторым по численности народом в Российской Федерации после русских.
Большая часть (более 80%) татар исторически проживает в Поволжье и Приуралье. Так в Приволжском федеральном округе проживает 4 млн татар, из них 2 млн — в Республике Татарстан и 975 тыс. — в Республике Башкортостан. Ощутима доля татарского населения и в других субъектах данного региона - Ульяновской, Оренбургской, Астраханской, Пензенской, Самарской областях, в республиках Удмуртия, Марий Эл, Мордовия, Пермском крае. В 1989-2010 годах в 66 субъектах Российской Федерации зафиксирована отрицательная динамика численности татар, в 22 субъектах - положительная.
Ниже представлены тридцать регионов России, расположенных в порядке убывания численности проживающего там татарского населения:
| Регион                              | 2010, тыс. чел. | Доля, % | 2002, тыс. чел. | Доля, % | 1989, тыс. чел. | Доля, % |
| ----------------------------------- | --------------- | ------- | --------------- | ------- | --------------- | ------- |
| Татарстан                           | 2012,6          | 53,15 % | 2000,1          | 52,92 % | 1765,4          | 48,48 % |
| Башкортостан                        | 1009,3          | 24,78 % | 990,7           | 24,14 % | 1120,7          | 28,42 % |
| Челябинская область                 | 180,9           | 5,20 %  | 205,1           | 5,69 %  | 224,6           | 6,21 %  |
| Оренбургская область                | 151,5           | 7,45 %  | 166,0           | 7,61 %  | 158,6           | 7,30 %  |
| Ульяновская область                 | 149,9           | 11,59 % | 168,8           | 12,20 % | 159,1           | 11,39 % |
| Москва                              | 149,0           | 1,30 %  | 166,1           | 1,60 %  | 157,4           | 1,77 %  |
| Свердловская область                | 143,8           | 3,35 %  | 168,1           | 3,75 %  | 183,8           | 3,90 %  |
| Самарская область                   | 126,1           | 3,92 %  | 127,9           | 3,95 %  | 115,3           | 3,53 %  |
| Пермский край                       | 115,5           | 4,38 %  | 136,6           | 4,84 %  | 150,5           | 4,87 %  |
| Ханты-Мансийский автономный округ   | 108,9           | 7,11 %  | 107,6           | 7,51 %  | 97,7            | 7,62 %  |
| Тюменская область (без ХМАО и ЯНАО) | 102,6           | 7,65 %  | 107,0           | 8,07 %  | 103,3           | 7,82 %  |
| Удмуртия                            | 98,8            | 6,50 %  | 109,2           | 6,96 %  | 110,5           | 6,88 %  |
| Пензенская область                  | 86,4            | 6,24 %  | 86,8            | 5,97 %  | 81,3            | 5,40 %  |
| Астраханская область                | 60,5            | 5,99 %  | 70,6            | 7,02 %  | 71,7            | 7,23 %  |
| Московская область                  | 56,2            | 0,79 %  | 52,9            | 0,80 %  | 51,1            | 0,77 %  |
| Саратовская область                 | 52,9            | 2,10 %  | 57,6            | 2,16 %  | 52,9            | 1,97 %  |
| Нижегородская область               | 44,1            | 1,33 %  | 50,6            | 1,44 %  | 58,6            | 1,58 %  |
| Мордовия                            | 43,4            | 5,20 %  | 46,3            | 5,21 %  | 47,3            | 4,91 %  |
| Омская область                      | 41,9            | 2,12 %  | 47,8            | 2,30 %  | 49,8            | 2,32 %  |
| Кемеровская область                 | 40,2            | 1,46 %  | 51,0            | 1,76 %  | 63,1            | 1,99 %  |
| Марий Эл                            | 38,4            | 5,51 %  | 43,4            | 5,96 %  | 43,9            | 5,85 %  |
| Кировская область                   | 36,5            | 2,72 %  | 43,4            | 2,89 %  | 45,7            | 2,70 %  |
| Красноярский край                   | 34,8            | 1,23 %  | 44,4            | 1,50 %  | 49,3            | 1,62 %  |
| Чувашия                             | 34,2            | 2,73 %  | 36,4            | 2,77 %  | 35,7            | 2,67 %  |
| Санкт-Петербург                     | 30,9            | 0,63 %  | 35,6            | 0,76 %  | 44,0            | 0,88 %  |
| Ямало-Ненецкий автономный округ     | 28,5            | 5,45 %  | 27,7            | 5,47 %  | 26,4            | 5,34 %  |
| Краснодарский край                  | 24,8            | 0,48 %  | 25,6            | 0,50 %  | 14,5            | 0,31 %  |
| Волгоградская область               | 24,6            | 0,94 %  | 28,6            | 1,06 %  | 26,0            | 1,00 %  |
| Новосибирская область               | 24,2            | 0,91 %  | 27,9            | 1,04 %  | 29,4            | 1,06 %  |
| Иркутская область                   | 22,9            | 0,94 %  | 27,0            | 1,10 %  | 39,6            | 1,40 %  |
| Россия                              | 5310,6          | 3,72 %  | 5554,6          | 3,83 %  |                 |         |

## История
В XX в. произошло удвоение численности татар. Причем прирост в разных группах был различным. Так численность волго-уральских татар возросла в 11,2 раза, тогда как сибирских — только в 3,3 раза. Во второй половине XIX в. среди татар начали интенсивно развиваться урбанизационные процессы. В XVIII — нач. XX вв. численность татар-горожан в Волго-Уральском регионе возросла более чем в 77 раз. Большая их часть проживала в таких крупных городах как Казань, Уфа, Оренбург, Самара, Симбирск, Саратов, Нижний Новгород, Кострома, Пенза, Екатеринбург, Пермь, Челябинск, Троицк и др.
В 1920—30-х гг. абсолютное большинство татар проживало в РСФСР. Наиболее крупная по численности группа татар за пределами РСФСР проживала в Казахстане и Средней Азии 991,2 тыс. в 1926 г. и 129 тыс. в 1937 г.). К 1959 г. число татар в этом регионе возросло до 780 тыс., а к 1979 г. составило 1154 тыс.

## Приволжский округ
По данным переписи 2010 г. татар в Приволжском округе проживает 3999,6 тыс. чел. (75,3 % татар России), что составляет 13,4 % от населения округа. По численности это второй народ в округе после русских. Среднее Поволжье является историческим местом проживания основной массы татар, известной как поволжско-приуральские татары или иногда как казанские татары и татары-мишари. На данной территории располагалось историческое государство Казанское ханство.
При этом большая часть татар проживает на территории двух регионов Татарстана и Башкортостана, а именно 3021,9 тыс. чел. (75,6 % татар округа и 56,9 % татар России), что составляет 38,5 % от населения двух республик.

### Татарстан
Татар в Республике Татарстан проживает 2012,6 тыс. чел. (53,2 % от населения республики в 2010 г.). Наибольшее число татар в республике проживает в двух крупных агломерациях Казани и Набережных Челнов. За 1989-2010 годы численность татар в Татарстане возросла на 247 тыс. чел., обогнав по темпам рост численности всего населения данного региона: если все население республики увеличилось на 4%, то численность татар возросла на 14%.  Такой быстрый рост татарского населения в данном регионе в значительной мере обусловлен значительным миграционным притоком татар. На протяжении 1990-х годов стабильно более 70% иммигрантов, прибывавших в Татарстан, составляли татары.
Из 43 муниципальных районов татары образуют большинство в 32; в 10 районах доля татар составляет 85—99 %. В двух городских округах Казани и Набережных Челнах доля татар составляет по 47 %. Доля татар на уровне 90% жителей характерна для Актанышского, Арского, Сабинского, Сармановского Муслюмовского, Азнакаевского, Апастовского, Атнинского, Ютазинского районов.

### Башкортостан
Татар в Республике Башкортостан проживает 1009,3 тыс. чел. (24,8 % от населения республики в 2010 г.). Это третий по численности народ в республике после русских (1432,9 тыс. чел. или 35,2 %) и башкир (1172,3 тыс. чел. или 28,8 %). В то же время 197,1 тыс. башкир (16,8 %) указали в качестве родного языка татарский. При этом татарский язык не имеет официального статуса на территории республики.
Из 54 районов республики татары составляют абсолютное большинство в 6 районах — Бакалинском, Буздякском, Кигинском, Стерлибашевском, Чекмагушевском и Чишминском и 2 городах — Агидели и Дюртюли; относительное большинство — в 7 районах и 2 городах — Нефтекамске и Туймазы; 2-ю по численности группу — в 17 районах и 3 городах.
В Башкортостане 357 школ с преподаванием на татарском языке, 3 татарские гимназии (Уфа, Белебей, Октябрьский), татарские отделения в Башкирском университете (ныне Уфимский университет науки и технологий), Башкирском, Бирском, Стерлитамакском педагогических институтах. Татарский общественный центр (Уфа, с 1989), татарский общественный центр «Мирас» (Стерлитамак, с 1990), татарская демократическая партия «Идель-Урал» (с 1991), союз татарской молодёжи «Азатлык» (с 1990), Меджлис татарских мурз (с 1993), Союз татароязычных писателей Республики Башкортостан. Выходят газеты «Кызыл таң», «Умид», «Азатлык нуры» (1997), «Җидегән», журнал «Тулпар» (1995). Работают татарский театр «Нур» (Уфа), Татарский государственный драматический театр (Туймазы).

### Оренбургская область
Татар в Оренбургской области проживает 151,5 тыс. чел. (7,5 % от населения области в 2010 г.).
Татары компактно проживают в Абдулинском, Александровском, Асекеевском, Гайском, Бугурусланском, Илекском, Красногвардейском, Кувандыкском, Матвееском, Сакмарском, Соль-Илецком, Ташлинском, Тоцком, Шарлыкском районах. 88 татарских, 63 смешанных населённых пунктов. 87 школ с изучением татарского языка, 34 татарских дошкольных учреждения (на 1995), Татарское отделение в Оренбургском педагогическом колледже № 3. 76 мечетей (на 1997). Работают 7 татарских общественных и культурных центров в Оренбурге, Бугуруслане, Бузулуке, Новотроицке, Орске и сёлах Асекеево, Северное, «Народный центр возрождения языка и культуры» и общество мусульман (Новотроицк), фонд «Намус». Оренбургский татарский драматический театр, 69 татарских художественных коллективов. Народный музей М. Джалиля (с. Мустафино Шарлыкского района), библиотека им. Х. Ямашева (Оренбург, с 1906), отдельные татарские книги при библиотеке им. Т. Шевченко (Орск). Выходят газеты «Яңа вакыт» (Оренбург, с 1992), «Болгар иле» (Оренбург), телепередача «Земляки» (Оренбург), радиопередачи «Добрый вечер» (Оренбург), «Урал тавышлары» (Новотроицк).

### Ульяновская область
Татар в Ульяновской области проживает 149,9 тыс. чел. (11,6 % от населения области в 2010 г.).
Татары проживают в основном в Ульяновске, Димитровграде и компактно в Старокулаткинском (наиболее старые поселения), Мелекесском, Новомалыклинском (с XVIII в.), Чердаклинском (с кон. XVII в.) районах. 102 населенных пункта с преобладанием татар. 99 школ с преподаванием татарского языка. 44 мечети (на 1994) и 4 медресе. Работают татарский культурный центр «Туган тел» (Ульяновск, с 1990), Татарский общественный центр, общества «Мәдәният» и «Мөслимә», молодёжный клуб «Мирас» (Ульяновск), просветительское общество «Өмет» (Димитровград). Издаются газеты: «Өмет» (Ульяновск, с 1989), «Күмәк Күч» (Старокулаткинский район, с 1930). Телепередача «Чишмә» (с 1989). 2 народных театра (Средний Сантимир и Старая Кулатка), 30 самодеятельных татарских театров и коллективов, ансамбль «Сембер» (Ульяновск).

### Самарская область
Татар в Самарской области проживает 126,1 тыс. чел. (3,9 % от населения области в 2010 г.).
Татары компактно проживают в Елховском, Исаклинском, Камышлинском, Клявлинском, Кошкинском, Похвистневском, Шенталинском районах. 48 татарских населённых пунктов, 29 татарских школ, 36 мечетей (на 1996), медресе «Галия» (Самара). Работают татарский культурный центр «Туган тел» (Самара, Похвистнево, Сызрань), Исламский общественно-политический центр (Тольятти), молодёжная организация «Азатлык», женский клуб «Ак калфак». Издаются газеты «Бердәмлек» (Самара, с 1990), «Азан». Радиопередачи на татарском языке станции «Радио-7 из Самары», радиопрограмма «Ак бәхет». 15 татарских коллективов художественной самодеятельности, народный ансамбль «Ялкынлы яшьлек» (Самара), «Ялкын» (Тольятти), «Заман» (Камышлинский район).

### Пермский край
Татар в Пермском крае проживает 115,5 тыс. чел. (4,6 % от населения края в 2010 г.).
Татары проживают в Перми, Березниках, Гремячинске, Губахе, Чайковском и компактно в Бардымском, Березовском, Горнозаводском, Куединском, Кунгурском, Октябрьском, Ординском, Осинском, Пермском, Суксунском, Уинском, Чайковском, Чернушинском, Чусовском районах. Более 150 татарских населённых пунктов, 25 мечетей (на 1994), 95 татарских школ (на 1996). Работают Татаро-башкирский центр им. М. Вахитова (Пермь, с 1989). Имеется татарское отделение педагогического училища (Оса). Издаются газеты «Халык чишмәсе» (Пермь, с 1991), «Таң» (Бардымский район, с 1931) и «Тарикъ» (Пермь, с 2009). Выходят телепередача «Кардәшләр» (с 1993) и радиопередачи на татарском языке (Пермь, 2 раза в месяц). Татарский народный театр (с. Барда). Народные музеи в с. Барда Бардымского района и с. Уинское Уинского района. В мае 2009 года зарегистрировано мусульманское потребительское общество, объединяющее татар и башкир как носителей мусульманской религии, Пермское Потребительское Общество «Баракат» (Пермь, 2009).

### Удмуртия
Татар в Удмуртской Республике проживает 98,8 тыс. чел. (6,5 % от населения республики в 2010 г.).
В Удмуртии татары проживают в основном в Ижевске, Сарапуле, Можге, Глазове, Воткинске и компактно в Алнашском, Балезинском, Юкаменском районах. В Удмуртии 20 населённых пунктов с преобладанием татарского населения. Имеется 20 татарских классов и 13 дошкольных учреждений (на 1995), также Татарское отделение Удмуртского университета, Ижевского педагогического училища. Работают Татарский общественный центр (с 1991), объединение татарской молодёжи «Иман», Центр татарской культуры (Юкаменский район), Татарская библиотека Ижевска. Выходят газета «Яңарыш» (Ижевск, с 1991), радио и телепередачи: «Очрашу», «Хәерле кич». Выступает народный ансамбль «Шаян йодызлар» (Ижевск).

### Пензенская область
Татар в Пензенской области проживает 86,4 тыс. чел. (6,2 % от населения области в 2010 г.).
Татары компактно проживают в Городищенском, Кузнецком, Неверкинском, Пачелмском, Сосновоборском районах. 41 татарский, 15 смешанных населённых пунктов. В Городищенском районе — расположено самое крупное татарское село в РФ Средняя Елюзань; 29 школ с преподаванием татарского языка (на 1993). 43 мечети (на 1997), медресе (Кузнецк, с 1997). Работают общество татарской культуры «Якташлар» (с 1991), Мусульманско-татарский центр Пензенской области (с 1997), Культурный центр исламской семьи (Пенза, с 1993). Издаётся газета «Нурлы таң» (Пенза). Известные пензенские татары — писатели Гафур Кулахметов (Пенза), Муса Акъегет (Белинский), Азат Вергазов (Карновар), Шамиль Усманов (Татарская Пенделька), поэт Адель Кутуй (Татарский Канадей), драматург Карим Тинчурин (Белоозерка).

### Саратовская область
Татар в Саратовской области проживает 52,9 тыс. чел. (2,1 % от населения области в 2010 г.).
Татары компактно проживают в Базарно-Карабулакском, Дергачёвском, Ершовском, Петровском, Саратовском районах. 10 татарских, 19 смешанных населённых пунктов. Татарская гимназия (Саратов, с 1992), татарский детский сад (Саратов). Национально-культурная автономия татар (с 1997). Работают Татарский культурный центр, исламский центр Поволжья «Дава», культурно-просветительское общество «Исламский призыв», областное татаро-башкирское культурно-просветительское общество «Идель». Выходят газета «Мусульманский вестник» (Саратов), телепередача «Аллаху акбар». Самодеятельный ансамбль (с. Сафаровка Дергачёвского района).

### Нижегородская область
Татар в Нижегородской области проживает 44,1 тыс. чел. (1,3 % от населения области в 2010 г.).
Татары проживают в основном в Нижнем Новгороде, Дзержинске и компактно в Краснооктябрьском, Пильнинском, Сергачском и Спасском районах, есть татарская деревня в Володарском районе. 34 населённых пунктов с преобладанием татарского населения, 22 татарских школы. Зарегистрированы общество татарской культуры «Туган як» (Нижний Новгород, с 1993 г.), общественно-политическое движение «Мишари-нижгары» (с 1993 г.). Медресе (Нижний Новгород, с. Медяна Краснооктябрьского района). Издаётся газета «Туган як» (Сергач, с 1990 г.), выходят радиопередачи на татарском языке.

### Мордовия
В настоящее время татар в Республике Мордовия проживает 43,4 тыс. чел. (5,2 % от населения республики в 2010 г.).
Татары компактно проживают в Атюрьевском, Ельниковском, Зубово-Полянском, Инсарском, Кадошкинском, Лямбирском, Рузаевском, Темниковском районах. В Мордовии 46 татарских, 18 смешанных населенных пунктов. 31 татарская школа, 29 школ с преподаванием татарского языка, 13 татарских дошкольных учреждений, 28 мечетей. Работает общество татарской культуры «Якташлар» (Саранск), Общество им. Ш. Камала (Рузаевский район), Саранское мусульманское религиозное общество. Издаётся «Татар газетасы» (Саранск, с 1997). Народный ансамбль песни и танца «Умырзая» (Лямбирский район, с 1963), эстрадный ансамбль «Чулпан» (Лямбирский район, с 1987).
Татары являются древним населением края и прежде относились к служилому сословию (см. темниковские служилые татары). Активно участвовали в освоении новых земель, строительстве крепостей и засечных черт. В нач. XVIII в. были положены в подушный оклад и оказались в сословии государственных крестьян. Проживали в Темниковском уезде Тамбовской и Краснослободском и других уездах Пензенской губерний.

### Марий Эл
Татар в Республике Марий Эл проживает 38,4 тыс. чел. (5,5 % от населения республики в 2010 г.).
Татары проживают в основном в Йошкар-Оле, Волжске и компактно в Звениговском, Мари-Турекском, Медведевском, Моркинском, Параньгинском районах. 36 населённых пунктов с преобладанием татарского населения, 19 школ с преподаванием татарского языка, 16 мечетей. Работают общество татарской культуры «Туган тел» (Йошкар-Ола, с 1989), Республиканский центр татарской культуры (Йошкар-Ола, с 1997), Районный центр татарской культуры (пос. Параньга Параньгинского района, с 1995). Издаётся газета «Безнең тормыш» (Параньгинский район, с 1932), выходит телепередача «Туган тел». Выступают ансамбли «Яшьлек», «Ялкын» (Моркинский район), «Алтын ай» (Параньгинский район).

### Кировская область
Татар в Кировской области проживает 36,5 тыс. чел. (2,7 % от населения области в 2010 г.).
Высокая доля татар имеется в приграничных к Татарстану районах: Вятскополянском (34,3 %) — деревни Старый Пинигерь, Средние и Нижние Шуни, Сосмак, Ямышка; Малмыжском (33,1 %) — сёла и деревни Новая Смаиль, Салкым-Чишма, Тан, Новый и Старый Ирюк, Тат-Верх-Гоньба; Кильмезском (14,3 %) — деревни Тат-Кильмезь, Четай, Тат-Бояры; городе Вятские Поляны (18,6 %).
Также отдельная группа татар проживает в селе Карино Слободского района.

### Чувашия
Татар в Чувашской Республике проживает 34,2 тыс. чел. (2,7 % от населения республики в 2010 г.).
Татары компактно проживают в Батыревском, Козловском, Комсомольском, Шемуршинском, Яльчикском районах. В Чувашии 24 татарских, 5 смешанных населённых пунктов. Имеется 19 школ с преподаванием татарского языка, 24 мечети (на 1997). Работают Всетатарский общественный центр Чувашии (Чебоксары, с 1992), Татарский общественно-культурный центр Чувашии (с. Шыгырдан Батыревского района, с 1993). Издаётся газета «Вакыт» (с 1996). Выступают Татарский народный театр (д. Полевые Бикшики Батыревского района, с 1965), фольклорно-эстрадный ансамбль «Мишар» (с. Урмаево Комсомольского района).

## Уральский округ
Татар в Уральском округе проживает 581,7 тыс. чел. (4,8 % от населения округа в 2010 г.). По численности это второй народ в округе после русских.
Татар в Тюменской области, ХМАО и ЯНАО проживает 234,0 тыс. чел. (7,1 % от общего населения области с округами в 2010 г.).

### Челябинская область
Татар в Челябинской области проживает 180,9 тыс. чел. (5,2 % от населения области в 2010 г.).
Татарское население проживает в городах Челябинск, Магнитогорск, Миасс, Златоуст, Троицк, Аша и др. Компактные поселения татар имеются в Кунашакском, Красноармейском, Октябрьском, Ашинском, Нязепетровском, Чебаркульском, Чесменском, Уйском, Агаповском, Варненском, Нагайбакском, Пластовском и других районах области. Два раза в месяц выходит телевизионная передача «Хазина» на татарском языке на областном телевидении, и один раз в месяц выходит газета «Хазина», которые учреждены Конгрессом татар Челябинской области. Широко известен татаро-башкирские ансамбли «Айгуль» (Челябинск) «Уралым» (Миасс). Имеются татаро-башкирская имени Шайхзады Бабича и татарская библиотеки в городах Челябинск и Троицк. На территории Челябинской области также проживает своеобразная этнографическая группа татарского народа — нагайбаки, ныне официально признанная малым народом.

### Свердловская область
Татар в Свердловской области проживает 143,8 тыс. чел. (3,4 % от населения области в 2010 г.).

### Тюменская область, ХМАО и ЯНАО
Татар в собственно Тюменской области (без ХМАО и ЯНАО) проживает 102,6 тыс. чел. (7,7 % от населения области в 2010 г.).
На юге Тюменской области имеется 70 татарских сёл и деревень; 49 школ с изучением татарского языка (по состоянию на сентябрь 2018 года).
Татары проживают в городах Тюмень (34,0 тыс. чел.), Тобольск (16,6 тыс. чел.), а также компактно в Вагайском (39,7 % от населения района), Тобольском (36,1 %), Ярковском (34,5 %), Ялуторовском (24,1 %), Нижнетавдинском (13,7 %), Тюменском (13,2 %) районах.
Ханты-Мансийский автономный округ
Татар в Ханты-Мансийском АО проживает 108,9 тыс. чел. (7,1 % от населения автономного округа в 2010 г.). Татары проживают в городах Нижневартовск (22,9 тыс. чел.), Сургут (16,1 тыс. чел.), Нефтеюганск (12,4 тыс. чел.).
Ямало-Ненецкий автономный округ
Татар в Ямало-Ненецком АО проживает 28,5 тыс. чел. (5,5 % от населения автономного округа в 2010 г.). Татары проживают в городах Ноябрьск (7,4 тыс. чел.), Новый Уренгой (5,2 тыс. чел.).

## Центральный округ
Татар в Центральном округе проживает 265,9 тыс. чел. (0,7 % от населения округа в 2010 г.).

### Москва и Московская область
Татар в городе Москве проживает 149,0 тыс. чел. (1,3 % от населения города в 2010 г.).
Московская область
Татар в Московской области проживает 56,2 тыс. чел. (0,8 % от населения области в 2010 г.). За последние годы в Московской области численность татар увеличилась на 5 тыс. чел.

### Рязанская область
Численность татар в Рязанской области составляет 4,9 тыс. чел. (0,4 % от населения области в 2010 г.).
В настоящее время татары компактно проживают в городе Касимове и селах Подлипках, Ахматове (Касимовский район), Азееве (Ермишинский район), Бастанове (Сасовский район). 6 действующих мечетей, Татарский культурный центр (Касимов), 2 татарских фольклорных коллектива (Ахматово и Бастаново).
Наряду с мордвой татары являются древним населением восточной части региона. На территории области располагалось Касимовское ханство, в Касимове и окрестных деревнях проживали касимовские служилые татары. В районе Кадома проживали кадомские служилые татары, а в районе нижнего течения Цны — цненские (шацкие) служилые татары.

## Сибирский округ
В Сибирском округе проживает 204,3 тыс. татар (1,1 % от населения округа в 2010 г.).
В западной части округа располагалось Сибирское ханство.

### Омская область
Татар в Омской области проживает 41,9 тыс. чел. (2,1 % от населения области в 2010 г.).

### Кемеровская область
Татар в Кемеровской области проживает 40,2 тыс. чел. (1,5 % от населения области в 2010 г.).
Татары в основном проживают в городах Прокопьевск, Кемерово, Новокузнецк, Анжеро-Судженск. Компактные группы татар есть в деревнях Серебряково Тисульского района, Нижегородка, Тёплая Речка Ижморского района, Куркули, Тундинка, Туйла Мариинского районов. Татары-калмаки проживают вместе с приволжскими татарами в деревнях Юрты-Константиновы Яшкинского, поселках Зимник, Сар-Саз Юргинского районов.

### Красноярский край
Татар в Красноярском крае проживает 34,8 тыс. чел. (1,2 % от населения края в 2010 г.).
Татары проживают в основном городах Красноярске (10,9 тыс. чел.), Лесосибирске (5,1 тыс. чел.), Норильске (4,5 тыс. чел.) и компактно в Пировском районе (2,7 тыс. чел.), Казачинском районе (1,2 тыс. чел.). Первые татарские села Серебряково и Шулдат образовались ещё в XIX в., их количество увеличивается во время Столыпинской аграрной реформе и создания спецпоселений в 1920-х гг., в 1926 году их количество достигло 71.

### Новосибирская область
Татар в Новосибирской области проживает 24,2 тыс. чел. (0,91 % от населения области в 2010 г.).
Населенные пункты с компактном проживанием татар: аул Тандов и дер. Новокурупкаевка в Барабинском районе, деревни Акбалык и Чаргары, село Воробьёво в Венгеровском районе, деревня Терентино и села Муса и Шибаки в Каргатском районе, деревня Аул-Бергуль и аулы Шагир и Омь (Осинцево) в Куйбышевском районе, деревни Альменово и Усманка, село Кыштовка в Кыштовском районе, деревня Юрт-Угзуй в Усть-Тарском районе, деревня Заречноубинская и поселки Новая Качомка и Шушковка в Убинском районе, аулы Кошкуль, Тебис, Аялы и деревни Белехта, Добринка, Тармакуль, Малый Тебис в Чановском районе.

### Иркутская область
В Иркутской области численность татар составляет около 22,9 тыс. чел. (0,94 % от населения области в 2010 г.).
Большая часть татар проживает в городах Иркутске, Ангарске, Братске, Усолье-Сибирском и Черемхово, в поселках Залари, Оса и Новонукутский. Татарские деревни компактно расположены в Заларинском, Нукутском, Аларском, Боханском, Осинском, Черемховском и Чунском районах. Среди них наиболее известны и (или) имеющие значительную долю татар в численности населения: Кулиш, Тарея, Благодатная, Сережкино, Паренда, Питаево, Баёр, Веселый в Чунском районе; Харагун, Хор-Бутырино, Черемшанка, Сенная Падь, Сорты, Троицк, Романово в Заларинском районе; Шаховская и Маниловская в Аларском районе; Люры и Харагун в Баяндаевском районе; Новосёлова в Нукутском районе; Тараса и Хохорск в Боханском районе; Каха и Онгой в Осинском районе; Касьяновка и Рысево в Черемховском районе и др.
Существует место компактного проживания крещеных татар (кряшен) — село Харёты (Нукутский район).
Ранее существовали (или в настоящее время почти обезлюдели или потеряли большую часть татарского населения) деревни: Тракт-Кавказ (Тайшетский район), Биликтуй (Усольский район), Чичиковск (Нукутский районн), Черноречка (Заларинский район), Манзурка (Качугский район) и др. Также значительная доля татар была в отдельных районах Иркутска (район бывш. ул. Саломатовской (ныне ул. К. Либкнехта), Пивовариха), в городе Черемхово — Шадринка и др.
С конца 1980-х годов действует несколько татарских общественных организаций, более 10 фольклорных коллективов.

### Томская область
Татар в Томской области проживает 17,0 тыс. чел. (1,6 % от населения области в 2010 г.).
Татары проживают в основном в Томске, Стрежевом и компактно в Зырянском, Колпашевском, Кривошеинском, Томском районах. Населённые пункты со значительной долей татарского населения: Чёрная Речка, Тахтамышево, Эушта, Барабинка, Казанка, Кафтанчиково, Калтай, Курлек, Ново-Исламбуль, Жуково, Батурино, Тукай, Старо-Короткино, Кирек.
Работают татарский культурно-просветительский центр «Туганлык» (Томск, с 1990), Областной центр татарской культуры (с 1994). Театр миниатюр «Тоян» при центре «Туганлык».

## Южный округ
В Южном округе численность татар составляет 127,5 тыс. чел. (0,92 % от населения округа в 2010 г., без учёта Крыма).

### Астраханская область
В Астраханской области численность татар составляет 60,5 тыс. чел. (6,6 % от населения области в 2010 г.). Это третий по численности народ в области после русских и казахов.
В области татары компактно проживают в Наримановском (20,2 % от общего числа жителей) и Приволжском районах (30,5 %), отдельными группами в Ахтубинском, Черноярском, Икрянинском, Лиманском районах. 3 татарских, 21 смешанный населённый пункт. 27 мечетей, 24 школы с преподаванием татарского языка (на 1997), татарское отделение Астраханского педагогического училища № 1. Работают общество татарской национальной культуры «Дуслык» и его молодёжный клуб «Умид» (с 1989), Мусульманский культурный благотворительный центр (с 1995). Выходят газета «Идель» (с 1991), передачи на татарском языке «Туган тел» телерадиокомпании «Лотос». Выступают Наримановский татарский народный театр (Астрахань, с 1959), фольклорные ансамбли «Кызан», «Ялкын», детский ансамбль «Умырзая».

### Волгоградская область
В Волгоградской области численность татар составляет 24,6 тыс. чел. (0,9 % от населения области в 2010 г.).
Имеется 5 татарских сел: Маляевка, Бахтияровка, Сарай (в Ленинском районе), Малые Чапурники, Лятошинка.

### Краснодарский край и Адыгея
В Краснодарском крае численность татар составляет 24,8 тыс. чел. (0,48 % от населения области в 2010 г.).
В Адыгее численность татар составляет всего 2,6 тыс. чел. (0,58 % от населения республики в 2010 г.), но имеются места компактного проживания хутора Политотдел, Отрадный и Киров.

### Республика Крым и Севастополь
На крымском полуострове численность татар составляет 45,0 тыс. чел. (1,97 % от населения полуострова в 2014 г.).
В Республике Крым численность татар составляет 42,3 тыс. чел. (2,23 % от населения республики в 2014 г.).

## Северо-Западный округ
Татар в Северо-Западном округе проживает 62,8 тыс. чел. (0,46 % от населения округа в 2010 г.). Больше половины из них проживает в городе Санкт-Петербурге и Ленинградской области. Значительная группа проживают также в Республике Коми (10,8 тыс. чел.).

### Санкт-Петербург и Ленинградская область
Татар в Санкт-Петербурге проживает 30,9 тыс. чел. (0,63 % от населения города в 2010 г.).
Участвовали как в строительстве города, так и работали на многих предприятиях. Сегодня память об их первоначальном расселении сохранилась в топонимике — Татарский переулок (название с 1798 года). С 1905 года издавалась газета «Нур» («Свет»), закрытая в 1914. В 1990 году издание газеты как органа Татарской национально-культурной автономии Санкт-Петербурга было возобновлено.
Ленинградская область
Татар в Ленинградской области проживает 8,7 тыс. чел. (0,51 % от населения области в 2010 г.).

## Дальневосточный округ
Татар в Дальневосточном округе проживает 40,0 тыс. чел. (0,64 % от населения округа в 2010 г.). Больше половины из них проживает в Приморском крае (10,6 тыс. чел.), Якутии (8,1 тыс. чел.) и Хабаровском крае (7,8 тыс. чел.).

### Магаданская область
В Магаданской области проживает 1,4 тыс. татар (2010). Действует общественная организация «Алтын ай».

### Забайкальский край
В Забайкальском крае численность татар составляет 5,8 тыс. чел. (2010), по данным переписи 2002 — 8 159 чел.
В Акшинском районе и в Агинском бурятском округе есть татарские деревни, например, село Новокургатай (58 семей). В июне 2003 года там состоялся первый межрайонный фестиваль татарской культуры. Здесь с 1929 действовал колхоз «Кызыл Йолдыз» («Красная Звезда»), первый председатель – Сайфул Нигматович Камакаев. В селе была мечеть с медресе, которая сгорела в 1960-х.
В Чите функционирует «Булгарский татаро-башкирский культурный центр «Чишма».

## Северо-Кавказский округ
Татар в Северо-Кавказском округе проживает 22,5 тыс. чел. (0,24 % от населения округа в 2010 г.). Больше половины из них проживают в Ставропольском крае. В других регионах округа татар мало, так практически нет татар в Ингушетии (64 чел. или 0,02 % населения). В Чечне татар также немного, но они исторически компактно проживают в станице Гребенская (см. гребенские татары).

### Ставропольский край
В Ставропольском крае численность татар составляет 11,8 тыс. чел. (0,42 % от населения области в 2010 г.). Татары проживают совместно с туркменами в аулах Малый Барханчак, Верхний Барханчак (в Ипатовском районе) и Куликовы Копани (в Туркменском районе).
А также с ногайцами в Нефтекумском районе. Аул Камыш-Бурун, основанный татарами в 1848 году, в настоящее время входит в состав города Нефтекумск.